# Carlandrea syriaca
Carlandrea syriaca är en skalbaggsart som först beskrevs av Maurice Pic 1892.  Carlandrea syriaca ingår i släktet Carlandrea och familjen långhorningar. Inga underarter finns listade i Catalogue of Life.